# Montaignac-Saint-Hippolyte
Montaignac-Saint-Hippolyte – miejscowość i gmina we Francji, w regionie Nowa Akwitania, w departamencie Corrèze.
Według danych na rok 1990 gminę zamieszkiwało 587 osób, a gęstość zaludnienia wynosiła 29 osób/km² (wśród 747 gmin Limousin Montaignac-Saint-Hippolyte plasuje się na 221. miejscu pod względem liczby ludności, natomiast pod względem powierzchni na miejscu 333.).